# Félix de Bourbon-Parma
Félix Maria Vicente (em italiano: Felice Maria Vincenzo di Borbone-Parma; Schwarzau am Steinfeld, 28 de outubro de 1893 — Fischbach, 8 de abril de 1970), foi um Príncipe de Parma, marido da grã-duquesa Carlota e Príncipe Consorte de Luxemburgo de 1919 até a abdicação de sua esposa em 1964. Félix foi o sexto dos 24 filhos do duque Roberto I de Parma, e da infanta Maria Antónia de Bragança, filha do rei Miguel I de Portugal.

## Família
Félix era um dos vinte e quatro filhos do deposto duque Roberto I de Parma, sendo o terceiro filho deste com sua segunda esposa, a infanta Maria Antónia de Bragança. Seus avós maternos foram o rei Dom Miguel I de Portugal e a princesa Adelaide de Löwenstein-Wertheim-Rosenberg. Entre os seus irmãos, estava Zita de Bourbon-Parma, a última imperatriz da Áustria e rainha da Hungria. Apesar da perda do trono, a família desfrutava uma considerável fortuna e tinha o magnífico Castelo de Chambord, na França, e outros castelos perto de Viena e ao noroeste da Itália.
Pouco tempo depois da morte do duque Roberto, em 1907, uma corte austríaca declarou que seis dos filhos de seu primeiro casamento (com Maria Pia das Duas Sicílias) eram mentalmente retardados, a pedido da mãe de Félix, a duquesa Maria Antónia. Apesar de tudo, o herdeiro primário de Roberto era Elias, duque de Parma (1880-1959), o filho mais jovem do primeiro casamento. Elias tornou-se o guardião legal de seus seis irmãos mais velhos. Embora os irmãos de Félix, Sisto e Xavier, tenham processado o meio-irmão Elias para obter parte da fortuna ducal, eles perderam na corte francesa, deixando Félix e seus irmãos com modestos prospectos.

## Casamento
Em 6 de novembro de 1919, Félix casou-se com a grã-duquesa Carlota de Luxemburgo, tornando-se príncipe de Luxemburgo por decreto grão-ducal um dia antes. Diferente de alguns consortes europeus, Félix não adotou o sobrenome dinástico de sua esposa (Nassau-Weilburg) nem renunciou ao seu próprio título principesco.
Félix serviu nas tropas de soldados de cavalaria como tenente e capitão, mas finalizou sua carreira militar em novembro de 1918. Ele exerceu o cargo presidente da Cruz Vermelha luxemburguesa entre 1923 e 1932 e de novo, entre 1947 e 1969. Além disso, o príncipe foi coronel dos voluntários luxemburgueses e, de 1945 até 1967, inspetor general do exército.
A 24 de fevereiro de 1950 foi agraciado com a Grã-Cruz da Ordem Militar de Avis de Portugal.
É por causa do casamento entre Carlota e Félix que membros da família grã-ducal luxemburguesa utilizam hoje o tratamento de Alteza Real (tradicionalmente, famílias grã-ducais utilizavam ou Alteza Grã-ducal ou só Alteza). Assim, a descendência deu continuidade ao título materno, mas com o tratamento paterno.

## Títulos e estilos
- 28 de outubro de 1893 - 5 de novembro de 1919: Sua Alteza Real o Príncipe Félix de Bourbon-Parma
- 5 de novembro de 1919 - 6 de novembro de 1919: Sua Alteza Real o Príncipe Félix de Luxemburgo, Príncipe de Bourbon-Parma
- 6 de novembro de 1919 - 12 de novembro de 1964: Sua Alteza Real o Príncipe Consorte do Luxemburgo
- 12 de novembro de 1964 - 8 de abril de 1970: Sua Alteza Real o Príncipe Félix de Luxemburgo, Príncipe de Bourbon-Parma

## Descendentes
Félix e Carlota tiveram seis filhos juntos: 
- João (1921-2019), desposou a princesa Josefina Carlota da Bélgica.
- Isabel (1922-2011), desposou o duque Francisco de Hohenberg.
- Marie-Adélaide (1924-2007), desposou o conde Karl Henckel de Donnersmarck.
- Marie Gabriele (1925), desposou o conde Knud de Holstein-Ledreborg.
- Charles (1927-1977), desposou Joan Dillon, filha de C. Douglas Dillon.
- Alice (1929-2019), desposou o príncipe Antônio de Ligne.